# Штауфен им Брајсгау
Штауфен им Брајсгау (њем. Staufen im Breisgau) град је у њемачкој савезној држави Баден-Виртемберг. Једно је од 50 општинских средишта округа Брајсгау-Хохшварцвалд. Према процјени из 2010. у граду је живјело 7.685 становника. Посједује регионалну шифру (AGS) 8315108.

## Географски и демографски подаци
Штауфен им Брајсгау се налази у савезној држави Баден-Виртемберг у округу Брајсгау-Хохшварцвалд. Град се налази на надморској висини од 284 метра. Површина општине износи 23,3 km². У самом граду је, према процјени из 2010. године, живјело 7.685 становника. Просјечна густина становништва износи 330 становника/km².

## Међународна сарадња
| Мјесто | Држава    | Врста сарадње | Од    |
| ------ | --------- | ------------- | ----- |
|        | Пољска    | партнерство   | 1994. |
| Бонвил | Француска | партнерство   | 1963. |
| Извор  |           |               |       |